# Lemming (plaats)
Lemming is een plaats in de Deense regio Midden-Jutland, gemeente Silkeborg. De plaats telt 298 inwoners (2008).